# Motore Monoalbero FIAT
Con il nome monoalbero FIAT, detto anche Fiat SOHC Engine, si intende una famiglia di propulsori per uso automobilistico prodotti dal Gruppo FIAT a partire dal 1969 fino al 2010.
Progettato inizialmente da Aurelio Lampredi, padre anche dei ben più noti propulsori bialbero FIAT, fu costantemente aggiornato negli anni vedendo la sua cubatura crescere dagli originali 1.116 cm³ (nella Fiat 128) fino a 1.839 cm³ (nella Fiat Linea) pur essendo sostituito prima dal propulsore FIRE, oltre che successivamente dalle famiglie di motori Pratola Serra ed E.Torq.

## Storia

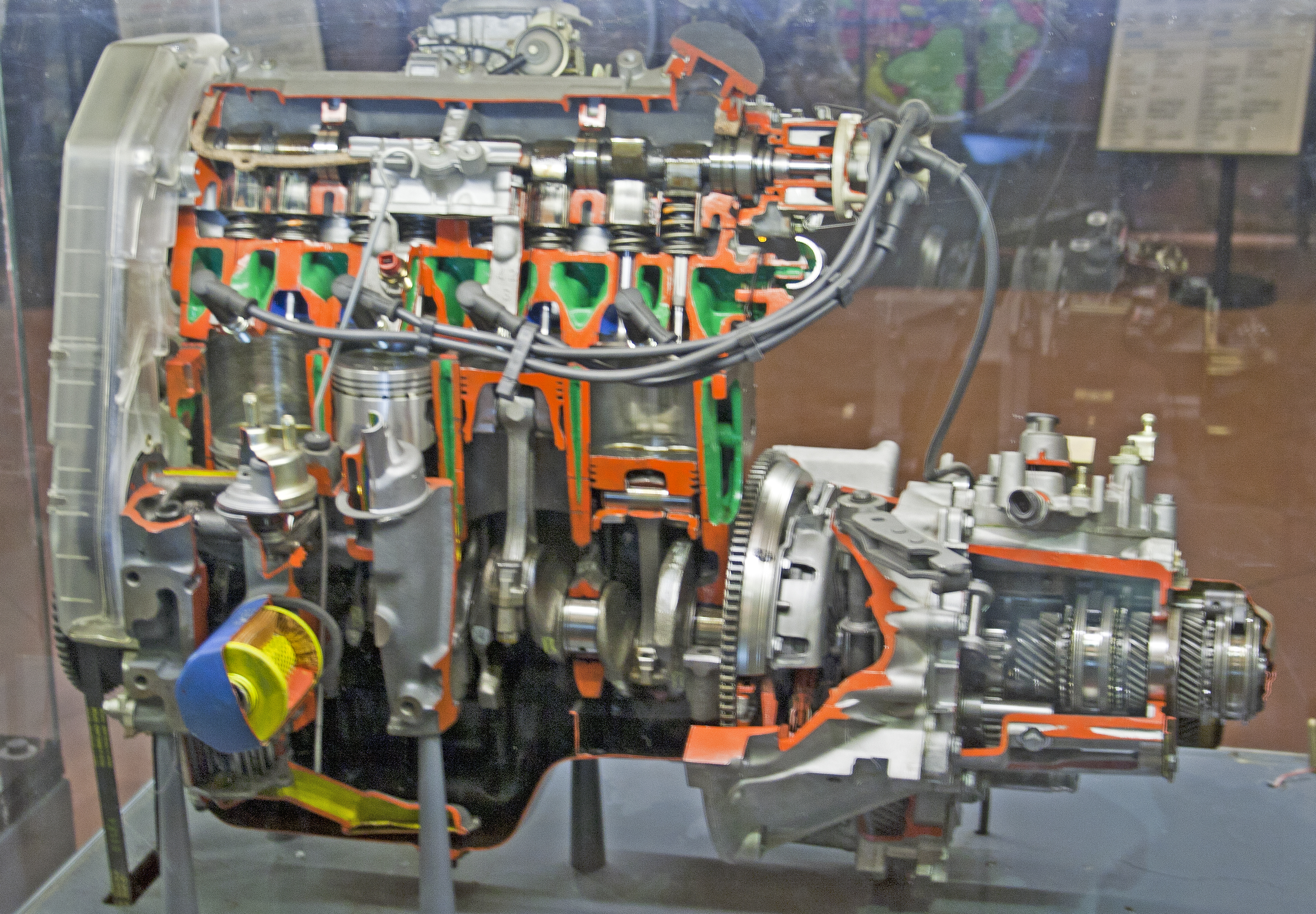
Sezione della versione da 1.581 cc del Monoalbero FIAT

Il motore venne ideato da Lampredi durante la realizzazione della Fiat 128, per la quale il gruppo torinese necessitava allora di un motore da montare trasversalmente per soddisfare le richieste del progettista Dante Giacosa in merito alla costruzione della prima Fiat a trazione anteriore. Caratteristica inedita fu la realizzazione del gruppo motore-trasmissione con il cambio montato lateralmente rispetto al motore, soluzione precedentemente utilizzata solo nella Autobianchi Primula. Il primo modello a montare il nuovo propulsore fu ovviamente la 128 con un 1.100 cm³, seguito nel 1972 dalla Fiat X1/9 che usufruí di una versione con cilindrata aumentata a 1.300 cm³. (si tratta del 1.290 cm³. che aveva esordito sulla Fiat 128 Sport Coupé nel 1971, in una versione più spinta del 1.290 sviluppato per la 128 Rally, sempre del 1971). Nonostante la naturale predisposizione del motore alla disposizione trasversale unita alla trazione anteriore, ci furono delle eccezioni a trazione posteriore come appunto nella Fiat X1/9 con motore centrale e, più avanti, nella Tofaş Murat con il motore disposto longitudinalmente.
Visto il successo delle autovetture equipaggiate con il monoalbero e le buone prestazioni generali del propulsore (seppur, ovviamente, non al livello del più avanzato e complesso Bialbero) la Fiat decise di ampliarne l'utilizzo e di renderlo di fascia superiore all'ormai collaudato motore ad aste e bilancieri e alla famiglia 1.050 cm³ brasiliana, sempre progettata da Lampredi, senza però andare a intaccare la fascia di mercato occupata dal già citato Bialbero. Fu così che, attraverso diverse combinazioni e modifiche all'alesaggio e alla corsa, si ottennero 3 nuovi motori che spaziavano dai 1.301 ai 1.498 cm³ e che andavano quindi a comporre la seconda generazione della famiglia. Tali propulsori vennero adottati sui modelli Fiat Uno (1ª Serie) sulle versioni più prestazionali, su Fiat Ritmo e Regata, come fascia intermedia, mentre su Lancia Delta e Prisma avevano il compito di rappresentare i modelli entry-level. È qui inoltre che il monoalbero viene sovralimentato tramite turbocompressore per essere installato nella Uno Turbo i.e. prendendo come base il monoblocco da 1.301 cm³.
La terza generazione vide la luce con l'arrivo della Fiat Tipo o più in generale del pianale Tipo 2, infatti erano numerosi i modelli che sarebbero andati a sfruttare questo pianale e buona parte di queste autovetture, per ovvi motivi di miglioramento della sicurezza passiva e del comfort, portava in dote una massa maggiore rispetto al passato. Era quindi necessario "riadattare" i motori per non subire un decadimento nelle prestazioni e nei consumi, vennero quindi ideate due nuove cubature: 1.372 cm³ (1.4) e 1.581 cm³ (1.6). Dopo pochi anni, per l'avvento delle norme Euro 1 contro l'inquinamento atmosferico, questa famiglia abbandona l'alimentazione a carburatori per abbracciare l'iniezione elettronica oltre all'obbligatorio catalizzatore, modifiche che causano una leggera perdita prestazionale. Anche qui si ha la adozione del turbocompressore, questa volta abbinato al 1.4 e che andrà prima a sostituire il motore della Uno Turbo e successivamente verrà adottato dalla Punto GT. Parallelamente il 1.6 acquisisce prima l'iniezione Multipoint (MPI) in luogo della Singlepoint (SPI) che lo porta da 75 CV a 90 CV, e successivamente una testata bialbero e distribuzione a 16 valvole, tale versione venne denominata "Torque" dai tecnici Fiat per la sua capacità di esprimere il 90% della coppia massima già a 2500 giri.
Con il passare del tempo però il monoalbero aveva già iniziato a sentire i segni dell'età, infatti già dal 1993 il 1.372 in configurazione aspirata era stato sostituito nei piani della Fiat dal 1.4 12v Pratola Serra e dal 1.2 16v FIRE, ed era ormai reduce nei listini nella sola versione turbocompressa per la Punto GT. Tale cubatura andrà fuori produzione insieme alla prima generazione di Fiat Punto, scelta dettata dall'ingresso della normativa Euro 2.
Diversa fu la sorte del 1.581 cm³, infatti i motori FIRE non erano ancora in grado di erogare una coppia comparabile al "Torque" per poter spingere efficacemente una segmento C moderna, mentre il 1.598 cm³ Pratola Serra era più costoso da produrre, oltre che nato da pochi anni, ed era quindi riservato ai soli modelli Alfa Romeo dotati di testata Twin Spark. La casa torinese, non avendo nell'immediato le risorse economiche per produrre un nuovo motore, decise di mantenere il vecchio monoalbero ancora per qualche anno nonostante la sua anzianità di progetto.
Il canto del cigno si ebbe invece con l'avvento dell'Euro 3: nel tentativo di mantenere prestazioni e consumi accettabili, venne pensionato il vecchio 1.6 (1.581 cm³) in favore di un nuovo 1.596 cm³ creato allungando la corsa dell'ormai in disuso 1372 cm³, cercando di avvicinarsi il più possibile a un motore a corsa lunga. I consumi restarono gravosi in confronto agli altri 1.6 sul mercato, e il leggero miglioramento (il dato dichiarato per le ultime versioni di Fiat Bravo/Brava era di 12,7 km/l sul misto, di 13,3 km/l per la Stilo) fu accompagnato da prestazioni inferiori e minore facilità nel prendere giri. A quel punto, nei primi anni duemila, il gruppo Fiat aveva già in cantiere i propulsori FIRE T-Jet e inoltre aveva da poco stretto numerosi rapporti di collaborazione con General Motors, perciò si decise di mantenere il "Torque" nei pochi modelli ormai a fine carriera e di sostituirlo con un pigro ma più parco 1.6 EcoTec di derivazione GM nella Fiat Stilo. Unica eccezione fatta per la Fiat Multipla data la popolarità delle sue versioni alimentate a Metano, infatti il "Torque" si era rivelato piuttosto affidabile nelle sue conversioni a gas naturale e una sostituzione del motore avrebbe segnato prematuramente la fine della 6 posti Fiat, ultima auto a montare il monoalbero in Europa.
L'ultima versione dei motori basati sulla famiglia monoalbero fu infine un 1.9 16v prodotto en Argentina per la Fiat Linea dal 2008 al 2010, tale propulsore era progettato per funzionare con alimentazione a benzina o etanolo ed era capace di erogare rispettivamente una potenza di 130 e 132 CV a seconda del carburante. È stato sostituito nel 2010 dal 1.8 16v E.Torq su tutti i mercati decretando la fine della produzione del Fiat SOHC.

## Evoluzione tecnica
Il propulsore ideato da Lampredi originariamente era un quattro cilindri in linea con monoblocco in ghisa, testata in alluminio, alimentazione a carburatore e distribuzione con un singolo albero a camme mosso da una cinghia dentata.
Una caratteristica prominente nel motore SOHC Fiat era il suo design a corsa corta, scelta tecnica effettuata poiché permetteva di utilizzare valvole di diametro più grande rispetto alla concorrenza a parità di cubatura e, per la naturale conformazione dei motori superquadri, permetteva di ridurre le forze di inerzia e quindi di permettere al motore di raggiungere regimi particolarmente elevati, a scapito dei consumi.
Tale configurazione del motore era inizialmente associata a un profilo delle camme molto spinto che permetteva una grande alzata e l'incrocio tra le valvole, ciò a beneficio della sportività e della risposta del propulsore senza perdite in guidabilità come era solito nei motori quadri o sottoquadri. Il motivo della progressiva sostituzione di tali alberi a camme con delle versioni meno prestazionali, con tempo e altezza di alzata ridotti oltre che la drastica diminuzione del tempo d'incrocio, si rende evidente nelle maggiori emissioni nocive degli alberi precedenti, nonostante l'inadeguatezza di tale soluzione rispetto alla natura del monoalbero.
Durante il suo ciclo produttivo la modalità di alimentazione è stata aggiornata ripetutamente, dal carburatore a corpo singolo dei primi modelli fino al doppio corpo dei modelli con vocazioni più sportive come la X1/9, per poi venir sostituito dall'iniezione elettronica negli USA per rispettare le normative antinquinamento più restrittive rispetto all'Europa. Tale sistema di iniezione consisteva in una camera di pressione cilindrica posizionata in alto parallelamente al motore, dove l'aria veniva aspirata in quantità proporzionali all'apertura del corpo farfallato e poi convogliata nelle varie camere di scoppio tramite singoli condotti per ogni cilindro. Con l'arrivo della terza generazione di motori e l'inasprimento dei limiti per le emissioni nocive l'iniezione Single-Point viene adottata anche in Europa. Alla fine degli anni '80 delle piccole modifiche hanno portato la camera di compressione a essere di forma più squadrata, mentre a metà anni '90 si ha l'arrivo dell'iniezione Multi-Point come ultimo metodo di alimentazione.
Nonostante le numerose versioni del motore è possibile ricondurre tutte le cubature a dei valori di alesaggio e corsa che sono rimasti costanti nel tempo. I motori di prima generazione sono stati gli unici a utilizzare un alesaggio di 80 e 86 mm, nelle successive generazioni sono sempre state usate delle combinazioni di alesaggio tra 80.5 e 86.4 mm mentre la corsa poteva essere di 63.9, 67.4 o 78.4 mm. Unica singolarità il 1.302 cm³ identificato dall'alesaggio maggiore e la corsa minore dei motori SOHC. Da notare le discrepanze strutturali tra il 1.301 cm³ e il 1.302 cm³, totalmente differenti e utilizzati rispettivamente solo in versione turbocompressa e aspirata, nonostante siano stati entrambi presentati e venduti dalla Fiat come motori con cilindrata di 1.301 cm³.
| Corsa (mm) | Alessaggio (mm) | Alessaggio (mm) | Alessaggio (mm) | Alessaggio (mm) |
| Corsa (mm) | 80              | 80,5            | 86              | 86,4            |
| ---------- | --------------- | --------------- | --------------- | --------------- |
| 55,5       | 1116            | 1130            | 1290            | 1302            |
| 63,9       | 1285            | 1301            | 1485            | 1499            |
| 67,4       | 1355            | 1372            | 1566            | 1581            |
| 78,4       | 1576            | 1596            | 1822            | 1839            |

| Colore         | Colore |
| -------------- | ------ |
| 1ª generazione |        |
| 2ª generazione |        |
| 3ª generazione |        |

| Codice motore | Alesaggio (mm) | Corsa (mm) | Cilindrata (cm³) | Anni di produzione | Potenza (CV) | Veicoli utilizzatori                                          |
| ------------- | -------------- | ---------- | ---------------- | ------------------ | ------------ | ------------------------------------------------------------- |
| 128.A.000     | 80             | 55,5       | 1116             | 1969 - 1982        | 55-65        | Fiat 128                                                      |
| 128.A1.000    | 86             | 55,5       | 1290             | 1971 - 1978        | 75-85        | Fiat 128 Rally, Fiat 128 Sport                                |
| 128.AS.000    | 86             | 55,5       | 1290             | 1972 - 1978        | 75           | Fiat X1/9 1.3                                                 |
| 128.A.064     | 80             | 55,5       | 1116             | 1969 - 1999        | 55           | Zastava 101, Zastava 128, Zastava Yugo 55, Innocenti Koral 55 |
| 138.A.000     | 80             | 55,5       | 1116             | 1978 - 1985        | 60           | Fiat Ritmo 60                                                 |
| 138.A1.000    | 86,4           | 55,5       | 1302             | 1978 - 1982        | 65-75        | Fiat Ritmo 65, Lancia Delta 1.3                               |
| 138.A2.000    | 86,4           | 63,9       | 1499             | 1978 - 1982        | 75           | Fiat X1/9 1.5, Fiat Ritmo 75                                  |
| 138.A3.000    | 86,4           | 55,5       | 1302             | 1982               | 75           | Fiat Ritmo S75                                                |
| 138.A4.000    | 86,4           | 63,9       | 1499             | 1980 - 1985        | 85           | Fiat X1/9 1.5, Fiat Ritmo S85                                 |
| 138.A5.000    | 86,4           | 55,5       | 1302             | 1982 - 1989        | 78           | Lancia Delta 1.3, Lancia Prisma 1.3                           |
| 138.B.000     | 80             | 55,5       | 1116             | 1983 - 1985        | 55           | Fiat Uno 55                                                   |
| 138.B1.000    | 80             | 55,5       | 1116             | 1982 - 1988        | 55           | Fiat Ritmo 60 Mk II                                           |
| 138.B2.000    | 86,4           | 55,5       | 1302             | 1983 - 1990        | 68-65        | Fiat Regata 70                                                |
| 138.B3.000    | 86,4           | 63,9       | 1499             | 1982 - 1989        | 79-85        | Fiat Regata 85S, Lancia Prisma 1.5                            |
| 146.A4.048    | 80             | 55,5       | 1116             | 1985 - 1989        | 58           | Fiat Uno 60                                                   |
| 146.A2.000    | 80,5           | 63,9       | 1301             | 1985 - 1989        | 105          | Fiat Uno Turbo Mk I                                           |
| 146.A2.146    | 80,5           | 63,9       | 1301             | 1987 - 1989        | 100          | Fiat Uno Turbo Mk I (cat)                                     |
| 146.A2.246    | 80,5           | 63,9       | 1301             | 1989 - 1991        | 101          | Fiat Uno Turbo Mk II Europa (cat)                             |
| 146.A8.000    | 80,5           | 67,4       | 1372             | 1989 - 1994        | 118          | Fiat Uno Turbo Mk II                                          |
| 146.A8.046    | 80,5           | 67,4       | 1372             | 1989 - 1993        | 114          | Fiat Uno Turbo Mk II (cat)                                    |
| 146.C1.000    | 80,5           | 67,4       | 1372             | 1989 - 1993        | 72           | Fiat Uno Mk II 1.5 i.e./70 i.e.                               |
| 149.A7.000    | 86,4           | 55,5       | 1302             | 1983 - 1989        | 65           | Fiat Uno 70                                                   |
| 149.C1.000    | 86,4           | 63,9       | 1499             | 1988 - 1989        | 75           | Fiat Uno 75 i.e. (cat)                                        |
| 159.A2.000    | 80,5           | 67,4       | 1372             | 1988 - 1993        | 71-78        | Fiat Tipo/Tempra 1.4 (Carb)                                   |
| 159.A3.000    | 86,4           | 67,4       | 1581             | 1990 - 1993        | 86           | Fiat Tipo/Tempra 1.6 (Carb)                                   |
| 159.B9.000    | 86,4           | 67,4       | 1581             | 1994 - 1996        | 90           | Fiat Tempra 1.6 i.e. (MPI)                                    |
| 160.A1.000    | 80,5           | 67,4       | 1372             | 1991 - 1999        | 71-69        | Fiat Tipo/Tempra 1.4 i.e., Fiat Fiorino                       |
| 160.A1.046    | 80,5           | 67,4       | 1372             | 1992 - 1993        | 69           | Fiat Uno Mk II Selecta                                        |
| 160.A2.000    | 86,4           | 67,4       | 1581             | 1988 - 1990        | 81           | Fiat Tipo/Tempra 1.6 (Carb)                                   |
| 835.C1.000    | 86,4           | 67,4       | 1581             | 1991 - 1999        | 75-78        | Fiat Tipo/Tempra 1.6 i.e., Fiat Fiorino                       |
| 176.A4.000    | 80,5           | 67,4       | 1372             | 1993 - 1997        | 136          | Fiat Punto GT (GT1)                                           |
| 176.A4.000    | 80,5           | 67,4       | 1372             | 1993 - 1997        | 133          | Fiat Punto GT (GT2)                                           |
| 176.B6.000    | 80,5           | 67,4       | 1372             | 1997 - 1999        | 130          | Fiat Punto GT (GT3)                                           |
| 176.A9.000    | 86,4           | 67,4       | 1581             | 1993 - 1997        | 88           | Fiat Punto 90, Fiat Punto Cabrio                              |
| 835.C1.000    | 86,4           | 67,4       | 1581             | 1989 - 1994        | 75-78        | Lancia Dedra, Lancia Delta II                                 |
| 835.A1.046    | 86,4           | 67,4       | 1581             | 1989 - 1994        | 75-78        | Lancia Dedra, Lancia Delta II                                 |
| 835.A1.000    | 86,4           | 67,4       | 1581             | 1995 - 1997        | 90           | Lancia Dedra, Lancia Delta II                                 |
| 178.B3.000    | 86,4           | 67,4       | 1581             | 1997 - 2002        | 101          | Fiat Palio                                                    |
| 182.A4.000    | 86,4           | 67,4       | 1581             | 1995 - 2000        | 103          | Bravo/Brava/Marea/Multipla/Palio/Dedra/Delta II/Lybra         |
| 182.B6.000    | 80,5           | 78,4       | 1596             | 2000 - 2005        | 103          | Bravo/Brava/Marea/Multipla/Stilo/Palio/Doblò/Lybra            |
| 310 A3.011    | 86,4           | 78,4       | 1839             | 2008 - 2010        | 132          | Fiat Linea                                                    |

## Applicazioni
Lista dei veicoli utilizzatori del propulsore monoalbero in Europa.

### FIAT
- Fiat 128: 1969-1985
- Fiat X1/9: 1972-1989
- Fiat Ritmo: 1978-1988
- Fiat Uno: 1983-1993
- Fiat Regata: 1983-1990
- Fiat Tipo: 1988-1995
- Fiat Tempra: 1990-1997
- Fiat Fiorino: 1993-2000
- Fiat Punto Mk I: 1993-1999
- Fiat Bravo/Brava: 1995-2001
- Fiat Marea: 1996-2003
- Fiat Palio: 1996-2004
- Fiat Multipla: 1998-2010
- Fiat Strada: 1999-2006
- Fiat Stilo: 2001-2005
- Fiat Doblò: 2002-2009

### Lancia
- Lancia Delta: 1979-1993
- Lancia Prisma: 1982-1989
- Lancia Dedra: 1989-1999
- Lancia Delta II: 1993-1999
- Lancia Lybra: 1998-2005

### Zastava
- Yugo 55
- Yugo 60
- Yugo 65
- Zastava 101
- Zastava 128
- Zastava Florida

### Tofaş
- Tofaş Şahin/Doğan/Kartal: 1992-2002